# Fokupers

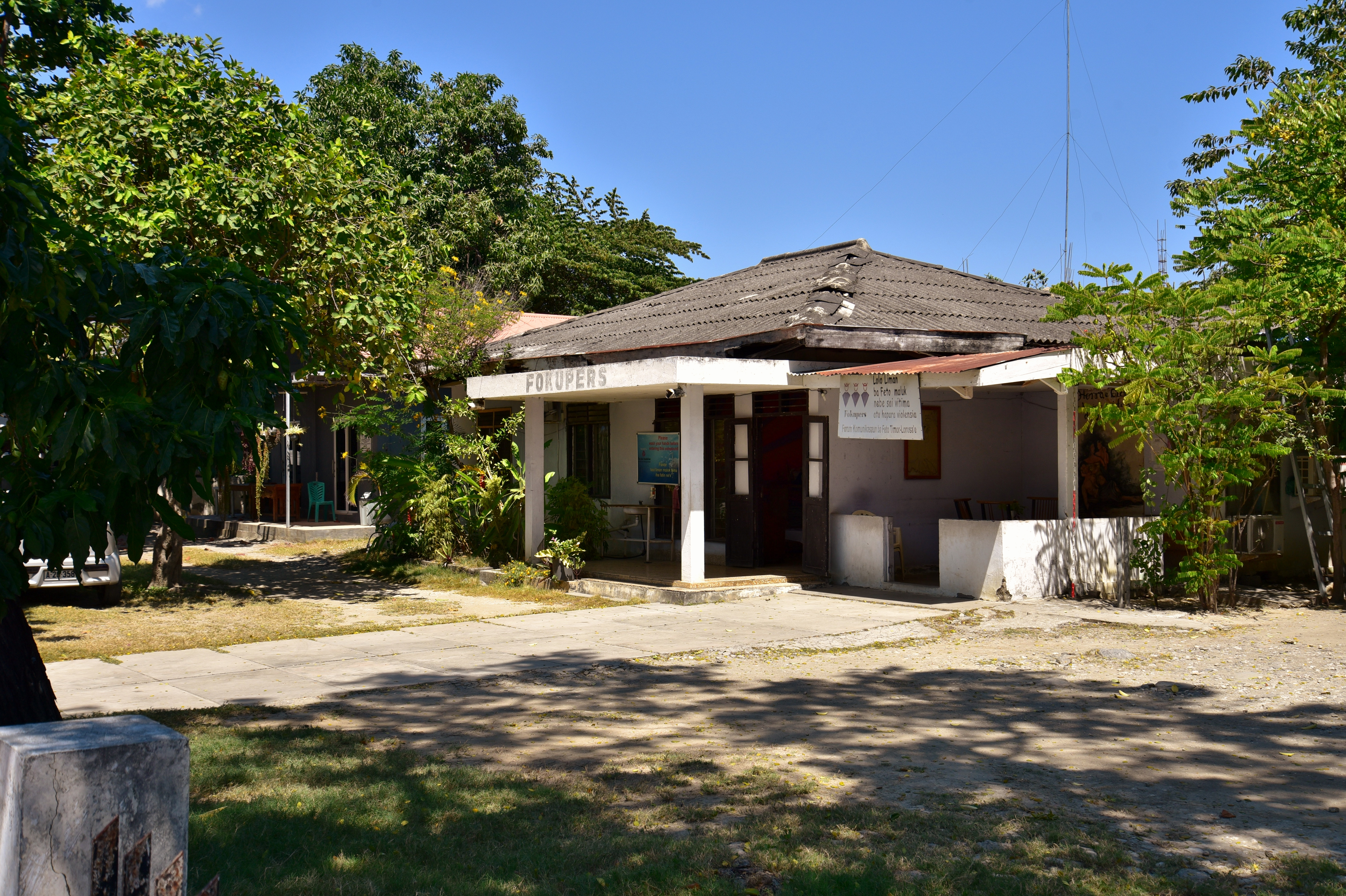
FOKUPERS in Dili (2023)

Fokupers (Forum Komunikasaun ba feto timor loro sa'e, deutsch Kommunikationsforum für osttimoresische Frauen) ist eine der größten osttimoresischen Frauenrechtsorganisationen. Sie wurde 1997 gegründet und setzt sich gegen geschlechtsspezifische Gewalt und Menschenrechtsverletzungen an Frauen und Kindern ein. Fokupers ist Mitglied im Netzwerk Rede Feto und hat ihren Sitz in der Landeshauptstadt Dili. Exekutivdirektorin ist seit 2021 Maria Fátima Pereira Guterres.

## Übersicht
Fokupers leistet Opferhilfe, nicht geschlechtsspezifische frühkindliche Bildung, betreibt Lobbyarbeit und hat die Stärkung der Rolle der Frau, sowohl in der Gemeinschaft als auch in Osttimor als Nation als Ziel. 31 lokale Frauengruppen in neun der 14 Gemeinden Osttimors arbeiten mit Fokupers zusammen. Man betreibt zwei Frauenhäuser (Uma mahon) in Dili und in Maliana sowie Kinderkrippen, bietet rechtliche Unterstützung, Ausbildung und Entwicklung, wirtschaftliche Stärkung und arbeitet an der Sensibilisierung der Gemeinschaft für die Themen der Organisation.
Derzeit bilden 46 Männer und Frauen das Kernteam der Organisation.

## Geschichte
Zur Zeit ihrer Gründung war Osttimor noch von Indonesien besetzt. Entsprechend ging Fokupers insbesondere gegen die Menschenrechtsverletzungen durch die Besatzungsmacht vor. Bei der letzten Gewaltwelle der Indonesier 1999 wurde auch das Büro von Fokupers zerstört. Nach der Unabhängigkeit wurde das Häusliche Gewalt zum wichtigsten Thema von Folupers. Das Problem ist in Osttimor weit verbreitet, wogegen Fokupers mit Lobbyarbeit und Hilfe für Betroffene von geschlechterspezifischer Gewalt vorgeht. 2010 verabschiedete das Nationalparlament Osttimors ein Gesetz, dass Häusliches Gewalt als eigenständige Tat unter Strafe stellt. Staatliche Frauenhäuser wurden gegründet, die sich die Arbeit von Fokupers als Vorbild nahmen. War die katholische Kirche zunächst skeptisch, betonte später Bischof Basílio do Nascimento, dass er die Arbeit von Fokupers als wichtig erachte.
Fokupers unterstützte auch die Opfer des ersten in Osttimor bekannt gewordenen Falls von sexuellem Missbrauch durch einen Priester. Die Opfer von Richard Daschbach, der ein Kinderheim betrieben hatte, und ihre Unterstützer wurden von Anhängern des Priesters bedroht. Daschbach wurde 2021 zu 12 Jahren Gefängnis verurteilt.

## Bekannte Mitglieder
- Laura Soares Abrantes[7]
- Maria Domingas Alves (Gründerin)[8]
- Silverio Pinto Baptista[4]

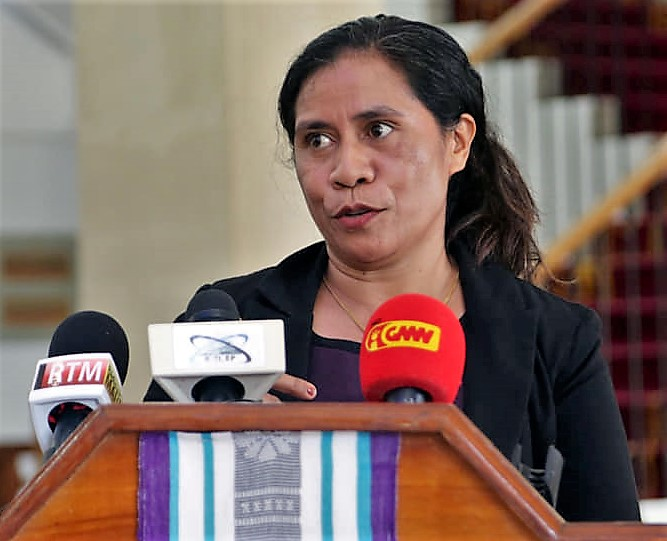
Exekutivdirektorin Maria Fátima Pereira Guterres (2022)

- Maria Gorumali Barreto (2018 Direktorin, nun Kommissarin im Vorstand)[4]
- Adaljíza Magno[4]
- Maria Fátima Pereira Guterres
- Manuela Leong Pereira (Direktorin 2000–2006)[5]
- Rui Pereira dos Santos[4]

## = Literatur
- Janet Hunt: FOKUPERS – The East Timorese Women’s Communication Forum The development of Timor’s first women’s NGO, In: Sara Niner (Editor): Women and the Politics of Gender in Post-Conflict Timor-Leste.